# Petr Glončák
Petr Glončák (* 29. září 1968) je český podnikatel a ředitel krnovské firmy Alubra s.r.o. a bývalý předseda představenstva fotbalového klubu SFC Opava.  

## Studium
Vystudoval strojní průmyslovku a Vysokou školu podnikání v Ostravě, obor Ekonomika a management.

## Podnikání
Věnuje se hlavně obchodu s hliníkem, když v roce 2005 založil společně s Antonínem Bravencem firmu Alubra s.r.o. Kromě toho působí i v dalších společnostech, kde figuruje jako společník nebo člen dozorčí rady.
V roce 2017 se dostali mezi nejlepší podnikatele regionu v soutěži Podnikatel roku.

## Soukromý život
Kdysi hrával fotbal ale pouze na nižších úrovních. Má velmi rád fotbal a rád ho sleduje. Má velice blízko k opavskému fotbalu. V současnosti se kromě byznysu věnuje hlavně synovi Petrovi, kterého vychovává se svou přítelkyní.  

## Politická kariéra

### Hnutí ANO 2011
V roce 2017 se stal na několik měsíců krajským šéfem hnutí ANO 2011.